# Ritratti alla Borsa
Ritratti alla Borsa (Portraits à la Bourse) è un dipinto a olio su tela di Edgar Degas, di 100x82 cm, conservato nel Musée d'Orsay di Parigi, databile tra il 1878 ed il 1879.

## Storia e descrizione
In questo dipinto il pittore disegna degli speculatori indaffarati sotto il portico della Borsa di Parigi. È un ambiente che lui stesso conosce bene, poiché proviene da una famiglia borghese legata alla finanza.
Degas realizzò due versioni di questa scena: un pastello, più piccolo, e quest'olio. Il personaggio centrale che tiene in mano un appunto è Ernest May, ricco finanziere e collezionista d'arte, che dal 1878 inizia a collezionare quadri di Degas e di altri pittori impressionisti. Il May domina completamente la scena tanto che i volti degli altri personaggi sono solo abbozzati, non definiti: c'è l'uomo alle sue spalle, che cerca di guardare oltre quasi a voler leggere il contenuto del biglietto; c'è l'uscire che tende il biglietto al May; sulla destra, in primo piano, si indovinano le spalle di un uomo, con le mani dietro la schiena, ma senza testa; infine sulla sinistra, nascosti dietro i pilastri della Borsa, due figure indefinite e quasi grottesche.
Quest'olio figura nei cataloghi delle mostre impressionistiche del 1879 e del 1880; caso raro, visto che difficilmente la stessa opera, che non era in vendita, veniva presentata in due esposizioni successive.
Il quadro appartenne alla collezione personale di Ernest May e dei suoi discendenti, prima che fosse donato allo Stato nel 1923; dal 1986 si trova nell'attuale sede.